# Aisne (departament)
Aisne (wymowaⓘ) – francuski departament położony w regionie Hauts-de-France. Departament oznaczony jest liczbą 02. Departament został utworzony 4 marca 1790 roku.
Według danych na rok 2010 liczba zamieszkującej departament ludności wynosi 540 508 os. (73 os./km²); powierzchnia departamentu to 7369 km². Prefekturą departamentu Aisne jest miasto Laon.
W 2023 roku w skład departamentu wchodziło 798 gmin (lista).

## Miejscowości
Największe miejscowości departamentu (w nawiasach liczba ludności w 2021 roku):

- Saint-Quentin (52 958)
- Soissons (28 705)
- Laon (24 021)
- Château-Thierry (15 204)
- Tergnier (13 431)
- Chauny (11 496)
- Villers-Cotterêts (10 454)
- Hirson (8662)
- Bohain-en-Vermandois (5721)
- Gauchy (5204)
- Guise (4533)
- Belleu (3693)
- Saint-Michel (3252)
- Crouy (2999)
- Fresnoy-le-Grand (2934)
- Fère-en-Tardenois (2925)
- La Fère (2850)
- Villeneuve-sur-Aisne (2784)
- Essômes-sur-Marne (2719)
- Beautor (2672)
- Athies-sous-Laon (2601)
- Vervins (2600)
- Charly-sur-Marne (2581)
- Anizy-le-Grand (2549)
- Villeneuve-Saint-Germain (2541)
- Le Nouvion-en-Thiérache (2505)